# Ubuntu (Philosophie)
Ubuntu, ausgesprochen [ùɓúntú], bezeichnet eine Lebensphilosophie, die im alltäglichen Leben aus afrikanischen Überlieferungen heraus vor allem im südlichen Afrika praktiziert wird. Das Wort Ubuntu kommt aus den Bantusprachen der Zulu und der Xhosa und bedeutet in etwa „Menschlichkeit“, „Nächstenliebe“ und „Gemeinsinn“ sowie die Erfahrung und das Bewusstsein, dass man selbst Teil eines Ganzen ist. Ubuntu kann aufgefasst werden als „gemeinsam zu Menschen werden, einander wechselseitig menschlich machen“.
Damit wird eine Grundhaltung bezeichnet, die sich vor allem auf wechselseitigen Respekt und Anerkennung, Achtung der Menschenwürde und das Bestreben nach einer harmonischen und friedlichen Gesellschaft stützt, aber auch auf den Glauben an ein „universelles Band des Teilens, das alles Menschliche verbindet“. Die eigene Persönlichkeit und die Gemeinschaft stehen in der Ubuntu-Philosophie in enger Beziehung zueinander.
Ubuntu enthält auch politische und religiös-spirituelle Aspekte, die die Verantwortung des Individuums innerhalb seiner Gemeinschaft betonen. Es gibt Versuche des südafrikanischen Verfassungsgerichts, diesen afrikanischen Kulturwert bei der Auslegung der Grundrechte in der südafrikanischen Verfassung einzubeziehen.
In der ruandischen/burundischen Sprache (Kinyarwanda/Kirundi) bedeutet Ubuntu auch gratis.

## Namensgebende Verwendung
- Seit 1995[3] besteht der Circus Ubuntu.[4]
- Ubuntu ist die Gründungsphilosophie von Ubuntu Pathways, gegründet 1999 als Ubuntu Education Fund.[5]
- Der Name der Gemeinde Ubuntu Local Municipality soll programmatisch für den Ort sein.[6]
- Ubuntu war namensstiftend für die freie Linux-Distribution Ubuntu, die von der 2005 gegründeten Ubuntu Foundation unterstützt wird.
- Im März 2005 wurde der Asteroid (202373) Ubuntu entdeckt.[7]
- Die Ubuntu Cola ist ein Produkt mit Fair-Trade-Siegel.
- Ubuntu war das Motto der 76. General Convention der Episkopalkirche der Vereinigten Staaten.[8]
- Ein seit 2009 erscheinendes Magazin der SOS-Kinderdörfer heißt Ubuntu.[9]
- Zwei deutsche Hilfsorganisationen, die in Afrika aktiv sind, tragen Ubuntu im Namen, gegründet 2010[10] und 2017.[11]
- Die 2012 gegründete Ubuntu Party erreichte 2014 bei der Parlamentswahl in Südafrika 0,04 % der Stimmen.